# 尼奧島
尼奧島是丹麥的島嶼，位於西蘭島東南面的波羅的海，由西蘭大區負責管轄，長3.8公里、寬2.3公里，面積4.99平方公里，主要經濟活動有漁業和農業，2012年人口42。